# 056型コルベット
056型コルベット（中国語: 056型轻型护卫舰、英語: Type 056 corvette）は中国人民解放軍海軍が開発したコルベット。
NATOコードネームは江島型（英: Jiangdao-class）。2012年〜2020年の間に72隻が進水するという急ピッチで建造が進められている。

## 来歴
1980年代、人民解放軍海軍は、駆潜艇をもとに改設計して艦対艦ミサイルを搭載したミサイル護衛艇（导弹护卫艇）として、037-IG型（紅星型）および037-II型（紅箭型）を開発した。これらは、021型（黄蜂型; ソ連製205型の国産化版）のような従来のミサイル艇よりも鈍足だったが、より大型で堪航性に優れていた。その実績をふまえて、037-II型を更に拡張した900トン級の大型ミサイル護衛艇として038型の開発が計画されたものの、これは実現しなかった。
その後、設計は更に1,200トン級に大型化し、053型フリゲートをも代替しうるコルベットとして構想されるようになった。これによって建造されたのが本型である。
2024年9月4日、 カンボジア国防省は、中国が056型コルベット艦2隻を引き渡す約束をしたことを発表した。
2025年1月、アルジェリア国防省は、056型コルベットを追加で6隻調達することを発表した。

## 設計
本型の設計は、2005年から2006年にかけて中国船舶工業集団（CSIC）がタイ海軍に対して2隻を輸出したパタニ級哨戒艦（OPV）のそれに基づいていると考えられている。船型は長船尾楼型とされている。ステルス性に配慮して上部構造物には傾斜がつけられており、レーダー反射断面積（RCS）は500トン級の艦と同程度とされている。本型は上部構造の容積を拡大する為に中央船体構造を採用しているが、重心を低くし、海上での安定性を高める為、意図的に船体の高さを低くしていると思われる。船体の中でも注目すべき点は船型として半滑走型に似た船型を採用しており、艦の後方から前方にかけて喫水が下がり、船首は角度の深いV字型となっている事により、航行時船体に対して揚力を発生させ、高速の航行に有利な船型となっている。また、角度の深いV字型となっている船首は良好な耐航性能を持ち、シーステート8の海上でも航行出来るとされている。
船体の設計にはCAD(コンピュータ支援設計)による3Dモデリングを使用し、高品質化や建造の効率化が図られ、更に建造を担当する各造船所に対してアルミニウム合金の船体の建造が円滑に進行される様に、事前に056型コルベットと同じ設計である模擬の船体を建造するテストが行われた
主機関にはディーゼルエンジンが採用されており、2基による2軸推進艦と推測されている。航続距離は諸説あるが、アメリカ海軍協会（USNI）では18ノットで2,000海里、ジェーン海軍年鑑では16ノットで3,500海里としている。

## 装備

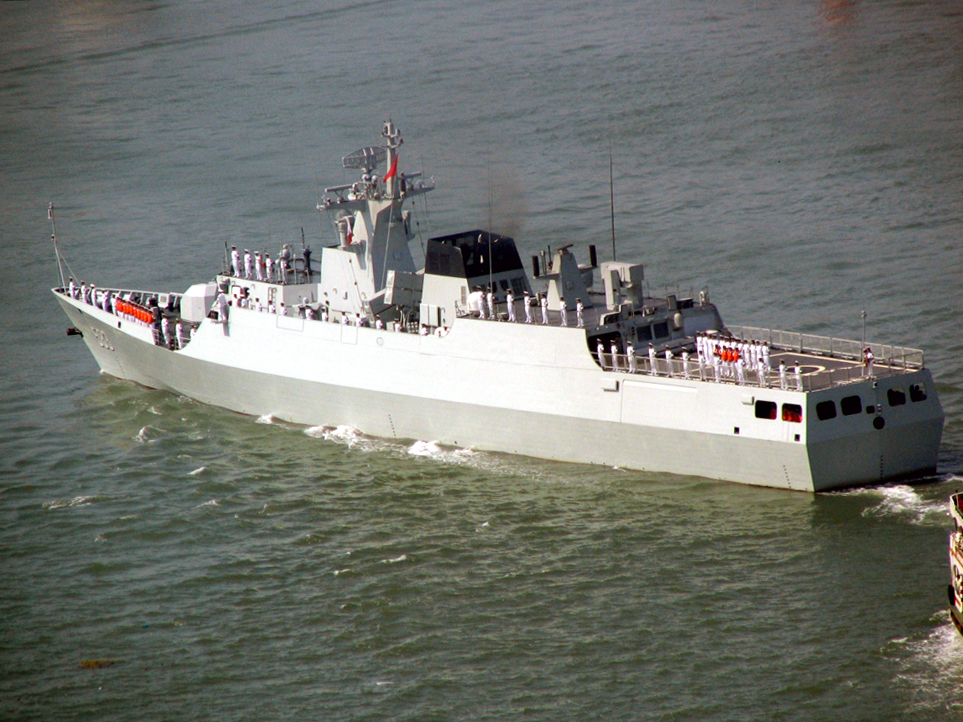
左舷艦尾側からの写真。

本型の装備は、多くの点で、江凱-II型（054A型）フリゲートのそれを元に、艦型にあわせて取捨選択したものとなっているが、一部には新開発の装備も導入されている。
戦術情報処理装置としては、901型高速戦闘支援艦や903型補給艦と同系統のZKTシリーズを搭載する。これは近海作戦用艦艇や両用戦・支援任務艦艇用として、一説には052B型駆逐艦などのZKJ-5をベースに開発されたシステムともいわれている。捜索用レーダーとしては、対空・対水上兼用の364型が搭載されている。054A型では対空用（3次元式）の382型と対空・対水上用の364型、その前任の053H3型では対空用（2次元式）の517H-1型と対空・対水上用の360型（364型の原型機）と、いずれも長距離対空捜索用の機種と低空警戒・対水上捜索用の機種による併用体制がとられていたが、本型においては後者のみの搭載とされている。
主砲システムは054A型のそれに準じて、ロシア製のAK-176 76mm単装速射砲の中国版であるH/PJ-26が搭載され、射撃指揮は347G型レーダーによって行われる。対水上火力としては、やはり054A型と同機種のYJ-83艦対艦ミサイルが搭載されるが、搭載数は4発に半減した。
また防空火力としては、新型のHHQ-10近接防空ミサイル・システム（中: 近防系统）が導入された。これはアメリカ合衆国とドイツで共同開発されたRAMの中国版というべきシステムであり、従来のHQ-7個艦防空ミサイル（PDMS）と730型CIWSの中間的な射程を有し、これらを補完することを目的に開発された。このため、本型においては、従来型PDMSもCIWSも搭載されていない。なお本型では、先行して航空母艦「遼寧」に搭載された18連装発射機よりもさらにコンパクトな8連装発射機が搭載された。
対潜装備として、通常の056型は三連装短魚雷発射管を装備する一方、主に対潜能力が強化された056A型では船尾にスペースを設ける事により311型曳航ソナーが搭載され、YJ-83の発射筒からはYu-8魚雷の発射が可能になり、船体の両舷には新たに6連装対潜ロケット発射機が搭載されるなど対潜能力の向上が見られる。
船楼の後半上部にはヘリコプター甲板を備え、Ka-28もしくはZ-9哨戒ヘリコプター1機の離着艦が可能となっている。搭載艇としては艦後部扉から直接発進する小型戦闘上陸用舟艇1隻と、両舷側に内火艇2隻を搭載する。

## 運用
上記の経緯により、人民解放軍海軍では、本型は主として駆潜艇やミサイル護衛艇の後継として配備されており、編制上も、駆潜艇（猟潜艇）大隊を改編して2桁番号の護衛艦大隊を編成している。なお、これらの部隊は水警区の所属であるか、艦隊の直轄であるかは2015年現在不明である。
2014年からナイジェリアに2隻のP18N型、バングラデシュに4隻のC13B型が引き渡された。
2015年2月にアルゼンチンのクリスティーナ・フェルナンデス・デ・キルチネル大統領が訪中してアルゼンチンが領有権を主張するフォークランド諸島に因んで「マルビナス級」と命名した輸出仕様のP18を5隻導入する合意が結ばれたが、後のマウリシオ・マクリ政権は中止したとされる。
2017年1月、ガンビアの大統領選挙で当選したアダマ・バロウに対して大統領ヤヒヤ・ジャメが政権交代を拒否したことを受けて西アフリカ諸国経済共同体（ECOWAS）が介入した際はナイジェリア軍のP18N（NNS Unity）がガンビアに展開した。
2021年12月、建造された056型コルベットの内、対潜能力の劣る初期型22隻が海軍より退役、中国海警局（沿岸警備隊相当）に移管していると報じられている。造船所ではミサイルや魚雷等の海警には過剰な武装を撤去（76mm砲やRWS、ソナーやレーダー等センサーはそのまま）、電光掲示板や放水銃、音響警告装置等を設置、塗装を変更した艦が複数確認されている。

## 同型艦

### 056/056A型
中国海軍向け。基本型の056型および対潜能力を向上させた056A型が確認されているが、個別の艦がどちらに該当するのかは諸説あるため、以下の一覧において特に区別をしないで表示する。
| #   | 艦名                  | 造船所         | 進水            | 就役            | 配備先              | 移管       |
| --- | --------------------- | -------------- | --------------- | --------------- | ------------------- | ---------- |
| 582 | 蚌埠 (Bengbu)         | 上海滬東造船廠 | 2012年 5月23日  | 2013年 3月12日  | 東海艦隊            | 海警局移管 |
| 596 | 恵州 (Huizhou)        | 広州黄埔造船廠 | 2012年 6月3日   | 2013年 7月1日   | 駐香港部隊          | 海警局移管 |
| 584 | 梅州 (Meizhou)        | 武漢武昌造船廠 | 2012年 7月31日  | 2013年 7月29日  | 南海艦隊            | 海警局移管 |
| 580 | 大同 (Datong)         | 大連遼南造船廠 | 2012年 8月10日  | 2013年 5月18日  | 北海艦隊            | 海警局移管 |
| 583 | 上饒 (Shangrao)       | 上海滬東造船廠 | 2012年 8月19日  | 2013年 6月10日  | 東海艦隊            | 海警局移管 |
| 597 | 欽州 (Qinzhou)        | 広州黄埔造船廠 | 2012年 8月30日  | 2013年 7月1日   | 駐香港部隊          | 海警局移管 |
| 585 | 百色 (Baise)          | 武漢武昌造船廠 | 2012年 10月25日 | 2013年 10月12日 | 南海艦隊            | 海警局移管 |
| 581 | 営口 (Yingkou)        | 大連遼南造船廠 | 2012年 11月18日 | 2013年 8月1日   | 北海艦隊            | 海警局移管 |
| 587 | 掲陽 (Jieyang)        | 広州黄埔造船廠 | 2013年 1月28日  | 2014年 1月26日  | 南海艦隊            | 海警局移管 |
| 586 | 吉安 (Jian)           | 上海滬東造船廠 | 2013年 2月25日  | 2014年 1月8日   | 東海艦隊            | 海警局移管 |
| 589 | 清遠 (Qingyuan)       | 広州黄埔造船廠 | 2013年 5月31日  | 2014年 6月11日  | 南海艦隊            | 海警局移管 |
| 588 | 泉州 (Quanzhou)       | 上海滬東造船廠 | 2013年 6月26日  | 2014年 8月8日   | 東海艦隊            | 海警局移管 |
| 592 | 瀘州 (Luzhou)         | 武漢武昌造船廠 | 2013年 7月16日  | 2014年 6月7日   | 南海艦隊            | 海警局移管 |
| 590 | 威海 (Weihai)         | 大連遼南造船廠 | 2013年 8月1日   | 2014年 3月15日  | 北海艦隊            | 海警局移管 |
| 591 | 撫順 (Fushun)         | 大連遼南造船廠 | 2013年 8月1日   | 2014年 7月11日  | 北海艦隊            | 海警局移管 |
| 595 | 潮州 (Chaozhou)       | 武漢武昌造船廠 | 2013年 11月14日 | 2014年 11月28日 | 南海艦隊            | 海警局移管 |
| 593 | 三門峡 (Sanmenxia)    | 上海滬東造船廠 | 2013年 11月20日 | 2014年 11月13日 | 東海艦隊            |            |
| 594 | 株洲 (Zhuzhou)        | 広州黄埔造船廠 | 2013年 11月30日 | 2014年 11月28日 | 東海艦隊            |            |
| 501 | 信陽 (Xinyang)        | 大連遼南造船廠 | 2014年 5月1日   | 2015年 3月7日   | 北海艦隊            | 海警局移管 |
| 502 | 黄石 (Huangshi)       | 上海滬東造船廠 | 2014年 5月16日  | 2015年 5月6日   | 北海艦隊            |            |
| 503 | 宿州 (Suzhou)         | 武漢武昌造船廠 | 2014年 5月17日  | 2015年 2月11日  | 東海艦隊            | 海警局移管 |
| 504 | 宿遷 (Suqian)         | 広州黄埔造船廠 | 2014年 6月28日  | 2015年 7月20日  | 南海艦隊            |            |
| 505 | 秦皇島 (Qinhuangdao)  | 上海滬東造船廠 | 2014年 10月11日 | 2015年 10月16日 | 北海艦隊            |            |
| 506 | 荊門 (Jingmen)        | 広州黄埔造船廠 | 2014年 12月25日 | 2016年 1月26日  | 南海艦隊            |            |
| 507 | 銅仁 (Tongren)        | 上海滬東造船廠 | 2015年 3月19日  | 2016年 2月20日  | 南海艦隊            |            |
| 512 | 菏沢 (Heze)           | 大連遼南造船廠 | 2015年 7月7日   | 2016年 12月12日 | 東海艦隊            | 海警局移管 |
| 508 | 曲靖 (Qujing)         | 広州黄埔造船廠 | 2015年 7月18日  | 2016年 6月8日   | 南海艦隊            |            |
| 509 | 淮安 (Huaian)         | 上海滬東造船廠 | 2015年 8月15日  | 2016年 8月11日  | 東海艦隊            | 海警局移管 |
| 511 | 保定 (Baoding)        | 武漢武昌造船廠 | 2015年 10月22日 | 2016年 12月12日 | 東海艦隊            | 海警局移管 |
| 510 | 寧徳 (Ningde)         | 広州黄埔造船廠 | 2015年 10月24日 | 2016 12月28日   | 東海艦隊            | 海警局移管 |
| 513 | 鄂州 (Ezhou)          | 上海滬東造船廠 | 2015年 12月25日 | 2017年 1月18日  | 東海艦隊            |            |
| 514 | 六盤水 (Liupanshui)   | 広州黄埔造船廠 | 2016年 3月31日  | 2017年 3月31日  | 南海艦隊            |            |
| 518 | 義烏 (Yiwu)           | 上海滬東造船廠 | 2016年 5月20日  | 2017年 7月21日  | 東海艦隊            |            |
| 520 | 漢中 (Hanzhong)       | 広州黄埔造船廠 | 2016年 7月22日  | 2017年 7月11日  | 南海艦隊            |            |
| 535 | 宣城 (Xuancheng)      | 武漢武昌造船廠 | 2016年 8月26日  | 2017年 9月25日  | 東海艦隊            |            |
| 556 | 宜春 (Yichun)         | 上海滬東造船廠 | 2016年 9月7日   | 2017年 10月16日 | 南海艦隊            |            |
| 540 | 烏海 (Wuhai)          | 大連遼南造船廠 | 2016年 9月14日  | 2018年 1月15日  | 北海艦隊            |            |
| 541 | 張掖 (Zhangye)        | 大連遼南造船廠 | 2016年 9月14日  | 2018年 3月某日  | 北海艦隊            |            |
| 551 | 遂寧 (Suining)        | 武漢武昌造船廠 | 2016年 9月14日  | 2017年 11月28日 | 南海艦隊            |            |
| 552 | 広元 (Guangyuan)      | 広州黄埔造船廠 | 2016年 10月28日 | 2017年 11月16日 | 南海艦隊            |            |
| 554 | 徳陽 (Deyang)         | 上海滬東造船廠 | 2016年 12月29日 | 2018年 1月19日  | 東海艦隊            |            |
| 557 | 南充 (Nanchong)       | 大連遼南造船廠 | 2017年 2月2日   | 2018年 6月1日   | 南海艦隊            |            |
| 610 | 朔州 (Shuozhou)       | 上海滬東造船廠 | 2017年 7月26日  | 2019年 12月10日 | 東海艦隊            |            |
| 608 | 聊城 (Liaocheng)      | 上海滬東造船廠 | 2017年 12月21日 | 2020年 1月19日  | 東海艦隊            |            |
| 625 | 巴中 (Bazhong)        | 広州黄埔造船廠 | 2018年 3月2日   | 2019年 11月5日  | 南海艦隊            |            |
| 611 | 六安 (Luan)           | 上海滬東造船廠 | 2018年 3月17日  | 2020年 1月18日  | 東海艦隊            |            |
| 603 | 定州 (Dingzhou)       | 大連遼南造船廠 | 2018年 4月29日  | 2019年          | 北海艦隊            |            |
| 604 | 牡丹江 (Mudanjiang)   | 大連遼南造船廠 | 2018年 4月29日  | 2020年 5月      | 北海艦隊            |            |
| 615 | 孝感 (Xiaogan)        | 上海滬東造船廠 | 2018年 5月16日  | 2020年          | 東海艦隊            |            |
| 622 | 広安 (Guangan)        | 武漢武昌造船廠 | 2018年 8月3日   | 2020年          | 南海艦隊            |            |
| 626 | 梧州 (Wuzhou)         | 広州黄埔造船廠 | 2018年 8月8日   | 2019年 12月29日 | 南海艦隊            |            |
| 621 | 攀枝花 (Panzhihua)    | 武漢武昌造船廠 | 2018年 8月27日  | 2020年 1月10日  | 南海艦隊 第17駆逐隊 |            |
| 616 | 泰安 (Taian)          | 上海滬東造船廠 | 2018年 9月12日  | 2020年          | 東海艦隊            |            |
| 623 | 文山 (Wenshan)        | 広州黄埔造船廠 | 2018年 12月11日 | 2019年 12月31日 | 南海艦隊            |            |
| 605 | 張家口 (Zhangjiakou)  | 大連遼南造船廠 | 2019年 1月15日  | 2020年 4月      | 北海艦隊            |            |
| 606 | 辛集 (Xinji)          | 大連遼南造船廠 | 2019年 1月15日  | 2020年          | 北海艦隊            |            |
| 617 | 景徳鎮 (Jingdezhen)   | 武漢武昌造船廠 | 2019年 1月22日  | 2020年 6月17日  | 東海艦隊            |            |
| 620 | 贛州 (Ganzhou)        | 武漢武昌造船廠 | 2019年 1月25日  | 2020年 1月10日  | 南海艦隊 第17駆逐隊 |            |
| 627 | 恩施 (Enshi)          | 広州黄埔造船廠 | 2019年 3月7日   | 2020年 1月      | 南海艦隊            |            |
| 607 | 東営 (Dongying)       | 上海滬東造船廠 | 2019年 3月19日  | 2020年          | 北海艦隊            |            |
| 628 | 永州 (Yongzhou)       | 広州黄埔造船廠 | 2019年 5月9日   | 2020年 1月      | 南海艦隊            |            |
| 609 | 石嘴山 (Shizuishan)   | 上海滬東造船廠 | 2019年 7月5日   | 2020年          | 東海艦隊            |            |
| 624 | 随州 (Suizhou)        | 広州黄埔造船廠 | 2019年 7月15日  | 2020年          | 南海艦隊            |            |
| 636 | 済寧 (Jining)         | 上海滬東造船廠 | 2019年 8月21日  | 2021年 2月4日   | 東海艦隊            |            |
| 600 | 松原 (Songyuan)       | 大連遼南造船廠 | 2019年 9月17日  | 2020年 10月28日 | 北海艦隊            |            |
| 602 | 平頂山 (Pingdingshan) | 大連遼南造船廠 | 2019年 9月17日  | 2021年 3月5日   | 北海艦隊            |            |
| 629 | 銅陵 (Tongling)       | 広州黄埔造船廠 | 2019年 10月17日 | 2021年          | 南海艦隊            |            |
| 631 | 天門 (Tianmen)        | 広州黄埔造船廠 | 2019年 11月     | 2021年          | 南海艦隊            |            |
| 619 | 南陽 (Nanyang)        | 武漢武昌造船廠 | 2019年 11月8日  | 2021年 1月30日  | 東海艦隊            |            |
| 618 | 商丘 (Shangqiu)       | 武漢武昌造船廠 | 2019年 11月14日 | 2021年 2月      | 東海艦隊            |            |
| 637 | 十堰 (Shiyan)         | 上海滬東造船廠 | 2019年 12月25日 | 2021年 2月4日   | 東海艦隊            |            |
| 630 | アバ (Ngawa)          | 広州黄埔造船廠 | 2019年 12月30日 | 2021年          | 南海艦隊            |            |

### P18N型
ナイジェリア海軍向けの派生型。艦載兵器は056型と比べて軽武装である。
| #   | 艦名                     | 造船所         | 進水           | 引渡し          |
| --- | ------------------------ | -------------- | -------------- | --------------- |
| F91 | センテナリー (Centenary) | 武漢武昌造船廠 | 2014年 1月27日 | 2015年 2月19日  |
| F92 | ユニティ (Unity)         | 武漢武昌造船廠 | 2014年 9月11日 | 2016年 12月15日 |

### C13B型
バングラデシュ海軍向けの派生型。満載排水量は1,330トンであり、056型と比べて若干少ない。
| #    | 艦名                        | 造船所         | 進水            | 引渡し          |
| ---- | --------------------------- | -------------- | --------------- | --------------- |
| F111 | シャディノータ (Shadhinota) | 武漢武昌造船廠 | 2014年 11月30日 | 2015年 12月11日 |
| F112 | プロットーイ (Prottoy)      | 武漢武昌造船廠 | 2014年 12月30日 | 2015年 12月11日 |
| F113 | ショングラム (Shongram)     | 武漢武昌造船廠 | 2018年 2月12日  | 2019年 3月28日  |
| F114 | プルッタッシャ (Prottasha)  | 武漢武昌造船廠 | 2018年 4月8日   | 2019年 3月28日  |

### F-15A型
アルジェリア海軍向けの派生型。
| #   | 艦名                             | 造船所         | 進水   | 引渡し       |
| --- | -------------------------------- | -------------- | ------ | ------------ |
| 940 | エル・ムタサディ (El Moutassadi) | 上海滬東造船廠 | 2023年 | 2023年4月2日 |